# Terry McGovern (Boxer)
Terry McGovern (* 9. März 1880 in Johnstown, Pennsylvania als John Terrence McGovern; † 22. Februar 1918 in New York) war ein US-amerikanischer Boxer.
Der irischstämmige McGovern wuchs in Brooklyn auf und besuchte nie eine Schule. Er wurde entdeckt, als er während seiner Arbeit in einem Sägewerk an Juxkämpfen teilnahm und sich dabei so gut aus der Affäre zog, dass sein Vorgesetzter ihn 1897 zum Profiboxen überredete.
Am 12. September 1899 schlug er den unbesiegten britischen Bantamgewichtsweltmeister Tom Pedlar Palmer in der ersten Runde k. o. und wurde Weltmeister. Im Jahr 1900 besiegte er die alternde Legende George Dixon ebenfalls durch K. o. und gewann auch den Federgewichtstitel.
Im Leichtgewicht besiegte er unter anderem Frank Erne und Joe Gans. Später allerdings stellte sich heraus, dass der Kampf gegen Joe Gans gefälscht war, was zu einem temporären Verbot des professionellen Boxens im Bundesstaat Illinois für die nächsten 26 Jahre führte.
Im November 1901 verlor er seinen Federgewichtstitel an Young Corbett II durch K. o. in der zweiten Runde. Auch den Rückkampf im März 1903 verlor er vorzeitig. 1906 scheiterte er bei dem Versuch, gegen Battling Nelson den Leichtgewichtsweltmeistertitel zu gewinnen. 1908 beendete McGovern schließlich seine Karriere.
Das „Ring Magazine“ bewertet ihn als den zweitbesten Federgewichtler aller Zeiten. Er gilt außerdem neben Sandy Saddler und Naseem Hamed als einer der schlagkräftigsten Federgewichtler der Geschichte. 1990 fand McGovern Aufnahme in die International Boxing Hall of Fame.